# The Two Faces of January
Pour plus de détails, voir Fiche technique et Distribution.
The Two Faces of January est un thriller américano-britannico-français écrit et réalisé par Hossein Amini, sorti en 2014.
Il s'agit d'une adaptation du roman Les Deux Visages de janvier (The Two Faces of January) de Patricia Highsmith, paru en 1964.

## Synopsis
1962, en Grèce, Rydal Keener, jeune Américain d'une vingtaine d'années, cultivé et élégant, vit à Athènes depuis un an après avoir fui son père, un homme autoritaire. Il s'occupe en étant guide pour touristes tout en cherchant sa propre voie. 
Un jour, au Parthénon, il tombe par hasard sur un couple de riches Américains, Colette et Chester MacFarland, à qui il propose ses services. Chester se révèle être en réalité un investisseur et escroc recherché aux États-Unis et poursuivi à travers l'Europe par ses créanciers. Rydal va se retrouver impliqué malgré lui dans la mort accidentelle d'un détective privé qui était à la poursuite de Chester. Rydal, amoureux de la belle Colette et croyant que le détective était ivre mort, se propose d'aider le couple à quitter le pays. 
Après de malheureux événements, il découvre que Chester se sert de lui comme bouc émissaire afin de s'en sortir.

## Fiche technique
- Titre original : The Two Faces of January
- Réalisation : Hossein Amini
- Scénario : Hossein Amini, d'après le roman Les Deux Visages de janvier (The Two Faces of January) de Patricia Highsmith, paru en 1964.
- Direction artistique : Michael Carlin
- Décors : Anthoula Mamaliou
- Montage : Nicolas Chaudeurge
- Photographie : Marcel Zyskind (de)
- Musique : Alberto Iglesias
- Production : Tim Bevan, Eric Fellner, Robyn Slovo et Tom Sternberg
- Sociétés de production : Studiocanal, Timnick Films et Working Title Films
- Sociétés de distribution : / Studiocanal
- Pays d’origine :  États-Unis/ Royaume-Uni/ France
- Langue : anglais
- Durée : 96 minutes
- Format : couleur - 35 mm - 1.85:1 -  Son Dolby numérique
- Genre : thriller
- Dates de sortie
- France : 18 juin 2014

## Distribution
- Oscar Isaac (V. F. : Félicien Juttner) : Rydal Keener
- Kirsten Dunst (V. F. : Marie-Eugénie Maréchal) : Colette MacFarland
- Viggo Mortensen (V. F. : Bernard Gabay) : Chester MacFarland
- Daisy Bevan (V. F. : Lydia Cherton) : Lauren
- David Warshofsky (V. F. : Gérard Darier) : Paul Vittorio
- Omiros Poulakis (V. F. : Christos Kyratzis) : Niko
- Kosta Kortidis (V. F. : Konstantínos Lydatakis) : le douanier
- James Sobol Kelly (V. F. : Jean-Claude Montalban) : l'agent du FBI

Sources et légende : Version française (V. F.) sur Allo Doublage

## Tournage
Le tournage a débuté en août 2012. Il s'est déroulé en Grèce, en Crète et à Athènes, en Turquie à Istanbul et à Londres dans les Ealing Studios.
Hossein Amini s’est inspiré de Plein Soleil de René Clément, en empruntant plusieurs détails d’époque afin de restituer son atmosphère,. Viggo Mortensen a lui aussi revu Plein Soleil avec Alain Delon pour préparer son rôle. Steven Noble cite Delon et Jean Seberg comme sources d'inspiration pour les costumes du film.

## Distinctions

### Nominations et sélections
- Berlinale 2014 : sélection « Berlinale Special »
- Festival du film de Sydney 2014